# Мадатов, Мирзаджан
Мирзаджан-бек Мадатов (азерб. Mirzəcan Mədətov; 1797—1851) — азербайджанский поэт. Полковник русской армии армянского происхождения.

## Биография
Мирзаджан-бек Мадатов родился в армянском селе Чанахчи Варандинского магала, близ Шуши в Карабахе. В 1816 году переехал в Тифлис. Здесь, его дядя Бедрус Мадатов, пользуясь своими связями, смог устроить Мирзаджана на службу в канцелярию Главноуправляющего гражданской частью на Кавказе, генерала от инфантерии Н. Ф. Ртищева помощником переводчика восточных языков. К тому времени он владел арабским, персидским, турецким и немного русским языками. Служил переводчиком при А. П. Ермолове. Сопровождал его в военных экспедициях. Упоминался в 1821 году в хрониках в чине капитана русской армии, в 1827 году — в чине майора. 23 апреля 1841 года произведен в подполковники.
Усадьба, которой владел помещик Мадатов, называлось Хирхан и Сус.
Мирзаджан-бек Мадатов скончался в 1851 году в Шуше.

## Семья
Был женат на Мина-ханум. Сын Васак-бек и дочь Сафиййе.

## Творчество
Известны его поэтические состязания с карабахскими поэтами, особенно с поэтессой Ашуг-Пери.
В 1827-28 гг. в Шуше возник литературный меджлис, в котором принимали участие многие поэты Карабаха, например: Джафар Кули Ага Джеваншир, Мирзаджан Мадатов. Членами меджлиса были певцы-ханенде, генералы, учителя, плотник, молла, каллиграф, врач, чиновник городской управы, дворцовый писарь, адвокат, градоначальник Шуши, настоятель карабахской мусульманской общины.
Творчество Мирзаджан Мадатова было тесно связано со средневековой азербайджанской ашугской поэзией.